# Banksiella elegantula
Banksiella elegantula är en insektsart som först beskrevs av William Lucas Distant 1911.  Banksiella elegantula ingår i släktet Banksiella och familjen Derbidae. Inga underarter finns listade i Catalogue of Life.